# 格蘭迪縣 (田納西州)
格蘭迪縣（英語：Grundy County）位美國田納西州中南部的一個縣。面積935平方公里。根据美國2000年人口普查，共有人口14,332人。縣治阿爾塔蒙特（Altamont）。
成立於1844年1月29日。縣名紀念代表該州的聯邦眾議員、聯邦參議員、司法部長菲利克斯·格蘭迪。